# Józef Zbijewski
Józef Zbijewski herbu Rola – podsędek poznański w latach 1724–1733.
Poseł województw poznańskiego i kaliskiego na sejm 1730 roku.